# Giorgio Odescalchi
Giorgio Odescalchi (Milano, 1564 – Vigevano, 7 maggio 1620) è stato un vescovo cattolico italiano.

## Biografia
Esponente della nobile e ricca famiglia comasca degli Odescalchi (da cui discenderà anche papa Innocenzo XI) che si era stabilita a Milano proprio nel XVII secolo, Giorgio Odescalchi (in alcuni documenti indicato anche coi nomi di Pietro Giorgio), intraprese ancora giovanissimo la carriera ecclesiastica, venendo nominato sotto il pontificato di Clemente VIII nunzio apostolico in Svizzera.
Nel 1596 venne eletto vescovo di Alessandria, in Piemonte. Qui si prodigò per il sostegno alla propria diocesi, non mancando di interessarsi di storia ed archeologia, fondando l'Accademia degli Immobili, istituzione ancora oggi esistente in città con il nome di Società di Storia, Arte ed Archeologia di Alessandria.
Il 26 maggio 1610 venne trasferito alla sede episcopale di Vigevano. Qui terminò la costruzione della cattedrale cittadina, consacrandone l'altare il 24 aprile 1612.
Morì a Vigevano il 7 maggio 1620. È stato proclamato venerabile dalla Chiesa cattolica.